# Pulau Waleakodi
Pulau Waleakodi är en ö i Indonesien.   Den ligger i provinsen Sulawesi Tengah, i den norra delen av landet, 1 800 km öster om huvudstaden Jakarta. Arean är 42 kvadratkilometer.
Terrängen på Pulau Waleakodi är lite kuperad. Öns högsta punkt är 344 meter över havet. Den sträcker sig 9,7 kilometer i nord-sydlig riktning, och 11,6 kilometer i öst-västlig riktning.